# 파주스타디움
파주스타디움(坡州스타디움, Paju Stadium)은 대한민국 경기도 파주시에 있는 스포츠 시설이다. 천연잔디 필드와 몬도트랙이 갖춰진 경기장이며,2004년에 준공되었다. 파주시민축구단의 홈 경기장으로 사용되고 있으며 2018년 AFC U-19 챔피언십 예선 F조 경기가 열리기도 했다.

## 기록

### 한일대학교 정기전
| 날짜            | 팀 1     | 스코어 | 팀 2 | 라운드 |
| --------------- | -------- | ------ | ---- | ------ |
| 2017년 3월 12일 | 대한민국 | 2 - 1  | 일본 |        |

## 참고 문헌
- 《전국 공공체육 시설 현황 (2017년말 기준)》. 대한민국 문화체육관광부. 2019.
- 《2019년 전국 공공체육시설 현황 (2018년말 기준)》. 대한민국 문화체육관광부. 2020.
- 《2020년 전국 공공체육시설 현황 (2019년말 기준)》. 대한민국 문화체육관광부. 2021.
- 《2023 전국 공공체육시설 현황 (2022년 12월말 기준)》. 대한민국 문화체육관광부. 2024.

## 같이 보기
- 파주스타디움 보조경기장